# Theridion latisternum
Theridion latisternum là một loài nhện trong họ Theridiidae.
Loài này thuộc chi Theridion. Theridion latisternum được Lodovico di Caporiacco miêu tả năm 1934.